# Jandó Jenő (zongoraművész)
Jandó Jenő (Pécs, 1952. február 1. – Budapest, 2023. július 4.) Kossuth-díjas és Liszt Ferenc-díjas magyar zongoraművész.

## Élete
Zenei tanulmányait hatévesen kezdte édesanyja egykori zongoratanárnőjénél (Weininger Margit). Később a zenetanulást és a zongorázást a pécsi zeneiskolában, majd 11 évesen a városi konzervatóriumban (1960–1968) folytatta, ahol tanárai Weininger Margit és Polgár Mariann voltak. 1968-ban felvételt nyert a budapesti Liszt Ferenc Zeneművészeti Főiskolára, ahol előbb Nemes Katalin, később Kadosa Pál növendéke lett. 
1970-ben a budapesti Beethoven Zongoraversenyen harmadik díjat, 1972-ben a versailles-i Cziffra György versenyen, és 1975-ben a milánói Dino Ciani zongoraversenyen második díjat, 1973-ban a Magyar Rádió Zongoraversenyén, és 1977-ben a sydney-i Nemzetközi Zongoraversenyen (kamarazene kategóriában) egyaránt első díjat nyert. Tanulmányait 1974-ben fejezte be, utána a Liszt Ferenc Zeneművészeti Egyetem tanára, illetve az Országos Filharmónia szólistája lett.
Európa számos városában fellépett, de eljutott Ausztráliába, az Egyesült Államokba és Japánba is. Olyan karmesterekkel dolgozott, mint Ferencsik János, Fischer Ádám, Kocsis Zoltán, Lamberto Gardelli, Ligeti András, Giuseppe Patanè, Peskó Zoltán, Rajter Lajos, Jurij Szimonov és Antoni Wit.
Lemezfelvételeit számos rangos nemzetközi folyóiratban részesítették elismerő kritikában. Liszt Ferenc műveinek válogatását lemezre vette a zeneszerző saját hangszerén. 1992-ben a Liszt Társaság Nagydíjával jutalmazták Liszt posztumusz zongoraversenyének felvételéért. Lemezre vette Bartók Béla összes zongoraművét, Haydn, Mozart és Beethoven összes zongoraszonátáját, J. S. Bach Wohltemperiertes Klavierját, Mozart, Grieg, Schumann, Dvořák és Brahms zongoraversenyeit, Liszt és Schubert zongoraműveit.
Azon kevesek egyike volt, akiknek koncertjeit és lemezfelvételeit egyaránt dicsérték, amiért hűségesen valósították meg a zeneszerző szándékát. Világhírnévre tett szert mint a standard klasszikus zeneirodalom egyik legkiválóbb előadója (Beethoven, Mozart és Schubert összes zongoraszonátája, Mozart 27 zongoraversenye volt repertoárján). Ugyanakkor Liszt és Bartók műveinek avatott tolmácsolójaként is elismert. Liszt műveiből lemezre játszott egy válogatást a zeneszerző saját hangszerén. 1992-ben a Liszt Társaság Nagydíjával jutalmazták a Hungaroton lemeztársasággal készített felvételéért, amelyen Liszt posztumusz zongoraversenyét játssza. Jandó Jenő mindig is rendkívüli érdeklődést mutatott a kamarazene iránt, s annak előadását igen fontosnak tartotta.

## Családja
Édesapja Jandó Jenő zenepedagógus és zeneszerző, édesanyja koncertpianista. Felesége Takács Tamara operaénekes volt.

## Jelentősebb díjai
- Liszt Ferenc-díj (1980)
- Érdemes művész (1987)
- Bartók–Pásztory-díj (1995)
- Kossuth-díj (1997)
- Magyar Klasszikus Zenei díj (2004)
- Bartók Béla-emlékdíj (2006)
- Magyar Művészetért díj (2008)
- Prima díj (2014)

## Megjelent felvételei
| Dátum | Album címe | Kiadó      | Kód          | Megjegyzés |
| ----- | --- | ---------- | ------------ | --- |
|       | A to Z Classical Music                                                                                              | Naxos      | 8.553362     | Közreműködő 2 CD |
|       | Bartók: Rapszódiák I. és II.; Zongoraötös (Bartók: Rhapsodies No.1 and No.2; Piano Quintet)                         | Naxos      | 8.550886     | Saját |
|       | Cafe Classics | Naxos      | 8.555258-59  | Közreműködő 2 CD |
|       | Cinema Classics Vol.4                                                                                               | Naxos      | 8.556624     | Közreműködő |
|       | Classics at the Movies: Love                                                                                        | Naxos      | 8.556805     | Közreműködő |
|       | Family Symphony | Naxos      | 8.557479DX   | Közreműködő |
|       | Meditation: Classics for Relaxing and Dreaming                                                                      | Naxos      | 8.556614     | Közreműködő |
|       | Mozart: Piano Concertos No.7, 10 and 15                                                                             | Naxos      | 8.550210     | Közreműködő |
|       | Mozart: Piano Concertos Vol.10, Nos.7 (K.242), 10 (K.365) and 15 (K.450)                                            | Naxos      | 8.550210     | Közreműködő |
|       | Mozart: Piano Concertos Vol.4, No.23 (K.488) and 24 (K.491)                                                         | Naxos      | 8.550204     | Közreműködő |
|       | Mozart: Piano Concertos Vol.6, No. 11 (K.413) and 22 (K.482)                                                        | Naxos      | 8.550206     | Közreműködő |
|       | Mozart: Piano Concertos Vol.7, No.16 (K.451) and 25 (K.503), Rondo (K.386)                                          | Naxos      | 8.550227     | Közreműködő |
|       | Music for Kids CD7: Music from Planet Earth                                                                         | Naxos      | 8.558020     | Közreműködő |
|       | Nocturne: Classics for Relaxing and Dreaming                                                                        | Naxos      | 8.556620     | Közreműködő |
|       | Rhapsody: Classics for Relaxing and Dreaming                                                                        | Naxos      | 8.556617     | Közreműködő |
|       | Romanza: Classics for Relaxing and Dreaming                                                                         | Naxos      | 8.556618     | Közreműködő |
|       | Serenade: Classics for Relaxing and Dreaming                                                                        | Naxos      | 8.556619     | Közreműködő |
|       | The Best of Haydn                                                                                                   | Naxos      | 8.556668     | Közreműködő |
|       | The Best of Liszt                                                                                                   | Naxos      | 8.556667     | Közreműködő |
|       | The Centre (Vol 1.)                                                                                                 | Naxos      | 8.554903     | Közreműködő 2 CD |
| 1988  | A Bride's Guide to Wedding Music                                                                                    | Naxos      | 8.503134     | Közreműködő 3 CD |
| 1988  | Beethoven, Ludwig van: Piano Sonatas – Nos. 8, 12, 14, 21, 23, 24, 26 / Rondo a capriccio, "Rage over a lost penny" | Capriccio  | C51123       | Közreműködő 2 CD |
| 1989  | Mozart: Piano Concertos No.20, K.466; No.21, K.467                                                                  | Naxos      | 8.550434     | Szólista |
| 1989  | Schubert: Impromptus (Complete)                                                                                     | Naxos      | 8.550260     | Saját |
| 1990  | The Instruments Of Classical Music Vol.6–10                                                                         | Laserlight | 15980        | Közreműködő 5 CD |
| 1991  | Liszt: Sonata in B minor; La Campanella; Vallee d'Obermann; Jeux d'eaux a la villa d'Este                           | Naxos      | 8.550510     | Saját |
| 1991  | Schubert: Négykezes zongoraművek (Schubert: Piano Works for Four Hands, Vol.1)                                      | Naxos      | 8.550555     | Saját |
| 1992  | Romantic Moments Vol.5 – Mendelssohn (Romantic Moments Vol.5 – Mendelssohn)                                         | Laserlight | 14055        | Közreműködő |
| 1993  | Romantic Moments Vol.1–5                                                                                            | Laserlight | 35865        | Közreműködő 5 CD |
| 1993  | The Best of Naxos 4.                                                                                                | Naxos      | 8.550004     | Közreműködő |
| 1994  | 101 Great Orchestral Classics, Vol.4                                                                                | Naxos      | 8.551144     | Közreműködő |
| 1994  | Bartók: I–II. hegedűszonáta; Kontrasztok (Bartók: Violin Sonatas No.1, 2; Contrasts)                                | Naxos      | 8.550749     | Közreműködő |
| 1994  | Liszt: Piano Music (Complete), Vol.2 Etudes d'execution transcendante (1851)                                        | Naxos      | 8.553119     | Saját |
| 1994  | Mozart: Piano Concertos Vol.8, No.6 (K.238), 8 (K.246) and 19 (K.459)                                               | Naxos      | 8.550208     | Közreműködő |
| 1995  | Weber: Clarinet Quintet Op.34, Grand Duo Concertant                                                                 | Naxos      | 8.553122     | Közreműködő |
| 1996  | Famous Adagios | Naxos      | 8.550994     | Közreműködő |
| 1996  | Liszt Ferenc: Ritkaságok zongorára (Liszt: Piano Rarities)                                                          | Hungaroton | HCD 31656-57 | Saját |
| 1996  | Night Music, Vol.I.                                                                                                 | Naxos      | 8.551121     | Közreműködő |
| 1996  | Piano Dreams | Laserlight | 15844        | Közreműködő További közreműködők: Rösel, Evelyne Dubourg, Daniel Gerard, Anton Dikov, Maurizio Pollini, Ivo Pogorelich, Stanislav Bunin... |
| 1997  | Brahms: Clarinet Sonatas                                                                                            | Naxos      | 8.553121     | Közreműködő |
| 1998  | Schubert: Négykezes zongoraművek II. (Schubert: Piano Works for Four Hands, Vol.2)                                  | Naxos      | 8.553441     | Saját |
| 1999  | 300 Év Tánczene (300 Years Dance Music)                                                                             | Hungaroton | HRC 1045     | Közreműködő Echo sorozat |
| 1999  | Discover the Classics 3: The Concerto                                                                               | Naxos      | 8.554486     | Közreműködő 2 CD |
| 1999  | Ravel: Zongoraversenyek (Ravel: Piano Concertos)                                                                    | Hungaroton | HRC 1037     | Közreműködő Echo sorozat |
| 1999  | Romantic Moments Vol.10 – Schubert                                                                                  | Laserlight | 14060        | Közreműködő |
| 2000  | Mozart – The Best Of W. A. Mozart                                                                                   | Laserlight | 24465        | Közreműködő |
| 2000  | Mozart, W.A.: Zongoraduók I. (Mozart, W.A.: Piano Duets, Vol.1)                                                     | Naxos      | 8.553518     | Saját |
| 2000  | Népszerű indulók (Famous Marches)                                                                                   | Hungaroton | HRC 1055     | Közreműködő Echo sorozat |
| 2000  | Sweet Dreams – Baby's First Classics                                                                                | Laserlight | 14507        | Közreműködő További közreműködők: Deborah Sipkai, Evelyne Dubourg, Heinz Fricke, Hans Vonk, Yuri Ahronovitch...                            |
| 2000  | Sweet Dreams – Baby's First Classics                                                                                | Laserlight | 24458        | Közreműködő Tovább közreműködők: Evelyne Dubourg, Deborah Sipkai, Eckart Haupt, Peter Wohlert, Herbert Kegel...                            |
| 2001  | 50 éves a Hungaroton – Zongoraművészek (1951–2001) (Fifty Years of Hungaroton – Pianists)                           | Hungaroton | HCD 32088-90 | Közreműködő 3 CD |
| 2001  | Intermezzo: Classics for Relaxing and Dreaming                                                                      | Naxos      | 8.556616     | Közreműködő |
| 2001  | Liebesleid: Classics for Relaxing and Dreaming                                                                      | Naxos      | 8.556615     | Közreműködő |
| 2001  | The Best of Bartók                                                                                                  | Naxos      | 8.556693     | Közreműködő |
| 2002  | Life & Works of Bach                                                                                                | Naxos      | 8.558051-54  | Közreműködő 4 CD |
| 2003  | 21st Century Cinema Classics                                                                                        | Naxos      | 8.556698     | Közreműködő |
| 2003  | Schubert: Négykezes zongoraművek III. (Schubert: Piano Works for Four Hands, Vol.3)                                 | Naxos      | 8.554513     | Saját |